# تصريح الوصول Q
تصريح الوصول Q هو تصريح الأمان الخاص بإدارة الطاقة المطلوب للوصول إلى البيانات السرية المقيدة أو البيانات المقيدة سابقا ومعلومات الأمن القومي بالإضافة إلى البيانات المقيدة السرية.
تُعَرَّف البيانات المقيدة (RD) في قانون الطاقة الذرية لعام 1954 وتغطي الأسلحة النووية والمواد ذات الصلة. يكفي تصريح الوصول L من المستوى الأدنى للوصول إلى البيانات السرية المقيدة سابقا ومعلومات الأمن القومي. يُمْنَح الوصول إلى البيانات المقيدة فقط على أساس الحاجة إلى المعرفة للموظفين ذوي الصلاحيات المناسبة.
تصريح الوصول Q ذو فئة A يساوي بيان السرية الأعلى لوزارة الدفاع الأمريكية «للوصول إلى معلومات سرية معينة مثل المعلومات الحساسة المقاسة أو برامج الوصول الخاصة ويجوز لمالك المعلومات فرض متطلبات إضافية أو شروط خاصة حتى إذا كان الشخص مؤهلاً للحصول على تصريح أمني أو تصريح دخول على أساس المعاملة بالمثل».
يُصَنَّف أي شخص يحمل تصريح Q فعالة على أنه لديه أمن وطني حساس (مستوى 3) بالإضافة إلى ذلك فإن معظم المشغلين المعينين في Q سوف يتحملون مسؤوليات جانبية لتحديد المستوى 4. مع وضع هذه التعيينات على أعلى مستوى من حساسية المخاطر فإن شاغلي هذه المراكز يتحملون مسؤولية غير عادية ويكرسون القدرة على إلحاق ضرر استثنائي أو لا يقدر بثمن على الأمن القومي للولايات المتحدة.
تعتمد التراخيص على مستوى التصريح بالإضافة إلی مستویات التصنیف وتُحَدَّدُ ثلاث فئات من المواد المصنفة:
- البیانات المقیدة (RD)
- البیانات المقیدة سابقاً (FRD)
- معلومات الأمن الوطني (NSI)

الفئة المحظورة للوصول: المواد النوویة الخاصة (SNM) حيث يجب أن يكون لدى الموظف مستوى أمان يتوافق مع مهمته. .
تتطلب الكثير من المعلومات من وزارة الطاقة على هذا المستوى الوصول إلى معلومات تصميم الأسلحة النووية الهامة.
تنطبق تصاريح وزارة الطاقة بشكل خاص على المواد النووية («البيانات المقيدة» بموجب قانون الطاقة الذرية لعام 1954) حيث تصدر تصاريح في المقام الأول إلى الأفراد غير العسكريين.
في عام 1946، قام الرائد ويليام إل أوانا، من فيلق مكافحة التجسس بالجيش الأمريكي، بصفته أول رئيس لمكتب تصاريح الموظفين المركزي في لجنة الطاقة الذرية المشكلة حديثا، بتسمية ووضع معايير تصريح الوصول كيو.

## في الثقافة الشعبية

تراخيص الوصول على أساس المستويات

«تصريح Q» كانت الرواية عام 1986 من تأليف بيتر بنشلي (راندوم هاوس - ردمك 0-394-55360-8) مما أدى إلى تهميش سياسة الحرب الباردة والسياسة.
في برنامج آرتشر الموسم 6 الحلقة 7 «نيليس»، يستخدم آرتشر تصريح للوصول إلى منطقة 51 بعد الهبوط بشكل غير قانوني.